# Du Yuming
Du Yuming (杜聿明, 28 novembre 1904 - 7 mai 1981) est un général du Kuomintang qui combattu à la fois les communistes et l'armée impériale japonaise. Il est récipiendaire de l'ordre du Ciel bleu et du Soleil blanc, la plus haute distinction nationaliste.

## Biographie
Protégé de Tchang Kaï-chek, Du est diplômé de la première classe de cadets de l'académie de Huangpu. Durant la seconde guerre sino-japonaise, il commande le 5e corps du Kuomintang lors de la première campagne de Changsha et à la bataille du sud de Guangxi.
Durant la Seconde Guerre mondiale, il commande le même 5e corps (ou la 5e armée nationaliste) à la bataille de la route Yunnan-Birmanie de mi-mars à début juin 1942, durant la campagne de Birmanie sous les ordres du lieutenant-général américain Joseph Stilwell. Lorsque l'armée britannique est vaincue et abandonne ses sauveurs chinois à leur destin, Du est forcé d'ordonner une retraite en hâte durant laquelle 50 000 soldats chinois trouvent la mort. De plus, il est également critiqué pour n'avoir pas écouté le conseil du général Sun Li-jen que la route de retour vers la Chine était trop dangereuse et qu'il devrait suivre les Britanniques jusqu'en Inde. La plupart des hommes qui ont suivi Du sont morts de maladie tropicale et de faim dans la jungle birmane ou ont été tués par les forces de l'Axe, alors que l'armée de Sun a rejoint l'Inde sans problème.
Après la guerre, Du aide à renforcer les positions nationalistes au Sud-Ouest en détruisant les forces de Long Yun, le seigneur de guerre du Yunnan, en octobre 1945. Du est ensuite transféré sur le front du Nord-Est pour consolider le contrôle du Kuomintang. Pendant le reste de la guerre civile, il sert en Mandchourie et en Chine orientale.
Vers la fin de la lutte avec les communistes, Du devine que le général Guo Rugui, l'un des hommes clés de Tchang, est un agent communiste mais sa seule preuve est que, contrairement aux officiers et cadres nationalistes qui sont extrêmement corrompus, Guo était propre. Ce n'est de toute évidence pas une raison suffisante et Tchang s'emporte contre Du quand il lui présente son avis parce qu'il sous-entendrait que les nationalistes sont tous corrompus et que seuls les communistes sont propres, et ne mentionne pas le fait que la femme de Du fut elle-même communiste.
Du est capturé durant la campagne de Huaihai (en) et reste en prison jusqu'à sa grâce en 1959 et devient un haut membre de la conférence consultative politique du peuple chinois parce que le gouvernement chinois voulait convaincre son gendre Chen Ning Yang, lauréat du prix Nobel de physique, de revenir en Chine.